# Сайпъл (остров)
Сайпъл (на английски: Siple Island) е остров в югозападната част на море Амундсен, попадащо в Тихоокеанския сектор на Южния океан. Разположен е на около 35 km северно от Брега Бакутис, на Земя Мери Бърд в Западна Антарктида, от който го отделя централната част на шелфовия ледник Гец. Западно от него е заливът Ригли, северно са разположени малките острови Махер и Леуф, а източно – големия остров Карни. Дължина от северозапад на югоизток 110 km, площ 6390 km². В северната му част се издига изгасналият вулкан Сайпъл 3110 m, с който остров Сайпъл се нарежда на 15-о място по височина от островите на Земята.
Островът е открит от направените аерофотоснимки през 1946 – 47 г. от американската антарктическа експедиция, възглавявана от видния американски антарктически изследовател адмирал Ричард Бърд. През 1967 г. Американският Консултативен комитет по антарктическите названия го наименува в чест на американския биолог и антарктически изследовател Пол Сайпъл.